# Crise de conscience
Albums de Kool Shen
Dernier Round au Zénith
(2005) Sur le fil du rasoir
(2016)
Singles
1. J'reviens
2. C'est bouillant
3. Vivre dans l'urgence

Crise de conscience est le 2e album studio solo de Kool Shen sorti en 2009.

## Singles
Le 1er extrait est le morceau J'reviens avec son partenaire du Suprême NTM, JoeyStarr. Le second single est C'est bouillant avec Salif, membre de l'ancien collectif créé par Kool Shen en 1998 : IV My People.

## Promotion
À l'occasion de la sortie de cet album, Kool Shen tente un coup marketing en devenant le sponsor maillot de l'Olympique lyonnais lors d'un match contre l'Olympique de Marseille en novembre 2009.

## Liste des titres
1. Intro (produit par Ko & Pedro)
2. J'reviens feat. JoeyStarr) (produit par Ko & Pedro)
3. La France hallucine (produit par Ko & Pedro)
4. Interlude "Vivre dans l'urgence" (produit par Ko)
5. Vivre dans l'urgence (produit par Demo)
6. Rappelle-toi feat. Jeff Le Nerf (produit par Ko & Pedro)
7. Salope.com (produit par Ko & Pedro)
8. Mauvaise école (produit par Ko & Pedro)
9. Jusqu'au bout feat. J-Mi Sissoko (produit par Ko & Pedro)
10. Grandeur et décadence (produit par Ko & Pedro)
11. C'est bouillant feat. Salif (produit par Sebastien Winkler & Florian Olszewski)
12. Vendredi 13 (produit par Nicolas Brulet Multedo)
13. J'ai jamais eu besoin (produit par Wealstarr)
14. Eldorado feat. Blacko (produit par Ko & Pedro)
15. Outro (produit par Ko & Pedro)

### DVD bonus
- J'reviens (clip) - réalisé par Rani pour Valyu[2]
- C'est bouillant (clip) - réalisé par Arthur Boujenah pour Bomba's